# Gunnar Elfström
Karl Gunnar Elfström, född 30 juli 1947 i Björklinge,  är en svensk etnolog, museiman, hedersdoktor, författare och antikvarie. Han var intendent och chef för Gamla Linköping mellan 1982 och 2008 och var sedan dess och fram till pensioneringen sommaren 2014 stadsantikvarie i Linköping. 
Elfström skriver sedan hösten 2005 regelbundet krönikor om Linköpings historia i Östgöta Correspondenten och har även författat flera verk om Linköpings historia. Under 1980- och 90-talet deltog han även regelbundet i Café Norrköping i egenskap av kulturhistoriker. År 2012 utsågs Elfström till hedersdoktor vid Linköpings universitet.
Elfström var 1993 till 1997 president för den Unesco-anslutna Association of European Open Air Museums (EAOM). Han är numera hedersledamot av EAOM. Åren 1989–1995 samt 2002–2003 var han även ordförande för sammanslutningen av svenska friluftsmuseer, FRI. 
Elfström var 2014-21 ordförande i Ellen Keys Stiftelse Strand. 
Östgötatrafiken, som namnger sina bussar, har valt att uppkalla en av sina bussar efter Elfström.

## Utmärkelser
- 1996: Årets Linköpingsbo
- 1999  Hedersledamot i Association of European Open Air Museum
- 1999: Linköpings kommuns honnörsstipendium
- 2005: Cnattingiuspriset
- 2008: Den förste hedersborgaren i Gamla Linköping.
- 2012: Hedersdoktor vid Filosofiska fakulteten vid Linköpings universitet
- 2014: Landstingets i Östergötland honnörsstipendium
- 2016: Hans Majestät Konungens medalj i 5:e storleken
- 2020: Rolf Wirténs kulturpris
- 2023: Hedersledamot i Östgöta nation vid Uppsala universitet